# Valeriana arizonica
Valeriana arizonica es una especie de planta  perteneciente a la antigua familia Valerianaceae, ahora subfamilia Valerianoideae. Es nativa de Norteamérica.

## Taxonomía
Valeriana arizonica fue descrita por  (Boiss.) Lincz. y publicado en Flora URSS 23: 681. 1958.
Etimología
Valeriana: nombre genérico derivado del latín medieval ya sea en referencia a los nombres de Valerio (que era un nombre bastante común en Roma, Publio Valerio Publícola es el nombre de un cónsul en los primeros años de la República), o a la provincia de Valeria, una provincia del imperio romano,  o con la palabra valere, "para estar sano y fuerte" de su uso en la medicina popular para el tratamiento del nerviosismo y la histeria.
arizonica: epíteto geográfico que alude a su localización en Arizona.
Sinonimia
- Valeriana acutiloba Rydb. var. ovata (Rydb.) A.Nelson
- Valeriana ovata Rydb.